# Kościół św. Marii i św. Bartłomieja w Harsefeld
Kościół św. Marii i św. Bartłomieja – kościół w Harsefeld w Niemczech, w kraju związkowym Dolna Saksonia, wzniesiony w X w., wielokrotnie przebudowywany. Do 1647 stanowił kościół klasztorny benedyktyńskiego klasztoru Harsefeld, następnie luterański kościół parafialny.

## Historia
Budowę kościoła ok. 969 rozpoczął hrabia Henryk I. Wskutek opóźnienia spowodowanego najazdem normańskim poświęcono go dopiero w 1101 . Wówczas też hrabia Lotar Udo III przekształcił tutejsze zgromadzenie kanoników w klasztor benedyktynów. W XIII w. kościół i klasztor spłonęły, odbudowano je murowane ok. 1250, a w XIV w. rozbudowano w trójnawowy kościół halowy. W połowie XVI w. został splądrowany przez raubritterów . W 1647 klasztor zlikwidowano .
W XVI i XVIII w. kościół przebudowywano, m.in. w XVIII w. zmieniając kształt wieży. Po raz kolejny kościół przebudowano w XIX w., gdy podjęto próbę przywrócenia mu gotyckiego wyglądu (m.in. przywracając wysoką wieżę). Przeprojektowano też wnętrze kościoła, usuwając m.in. ołtarz i ambonę .

## Galeria

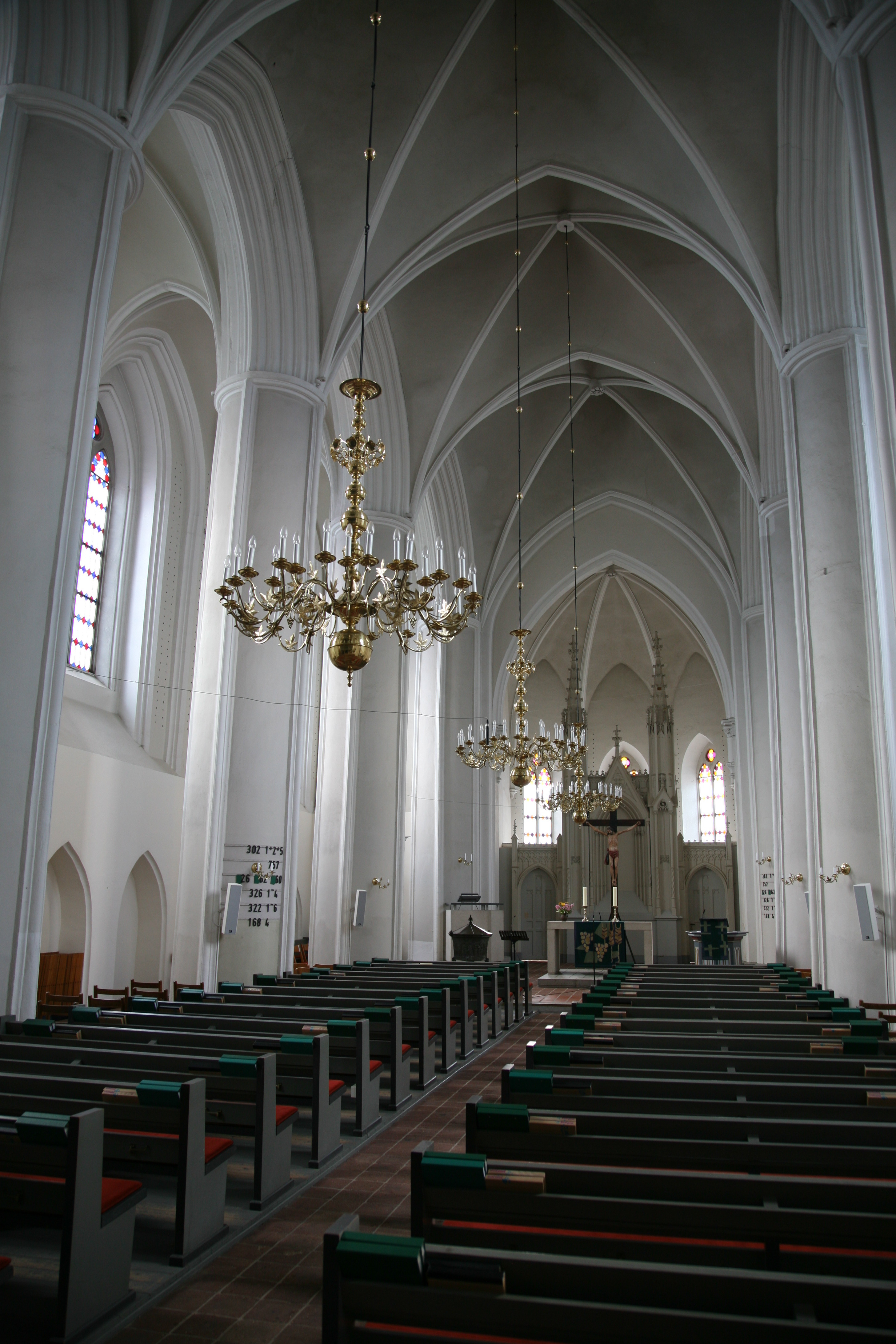
Wnętrze kościoła
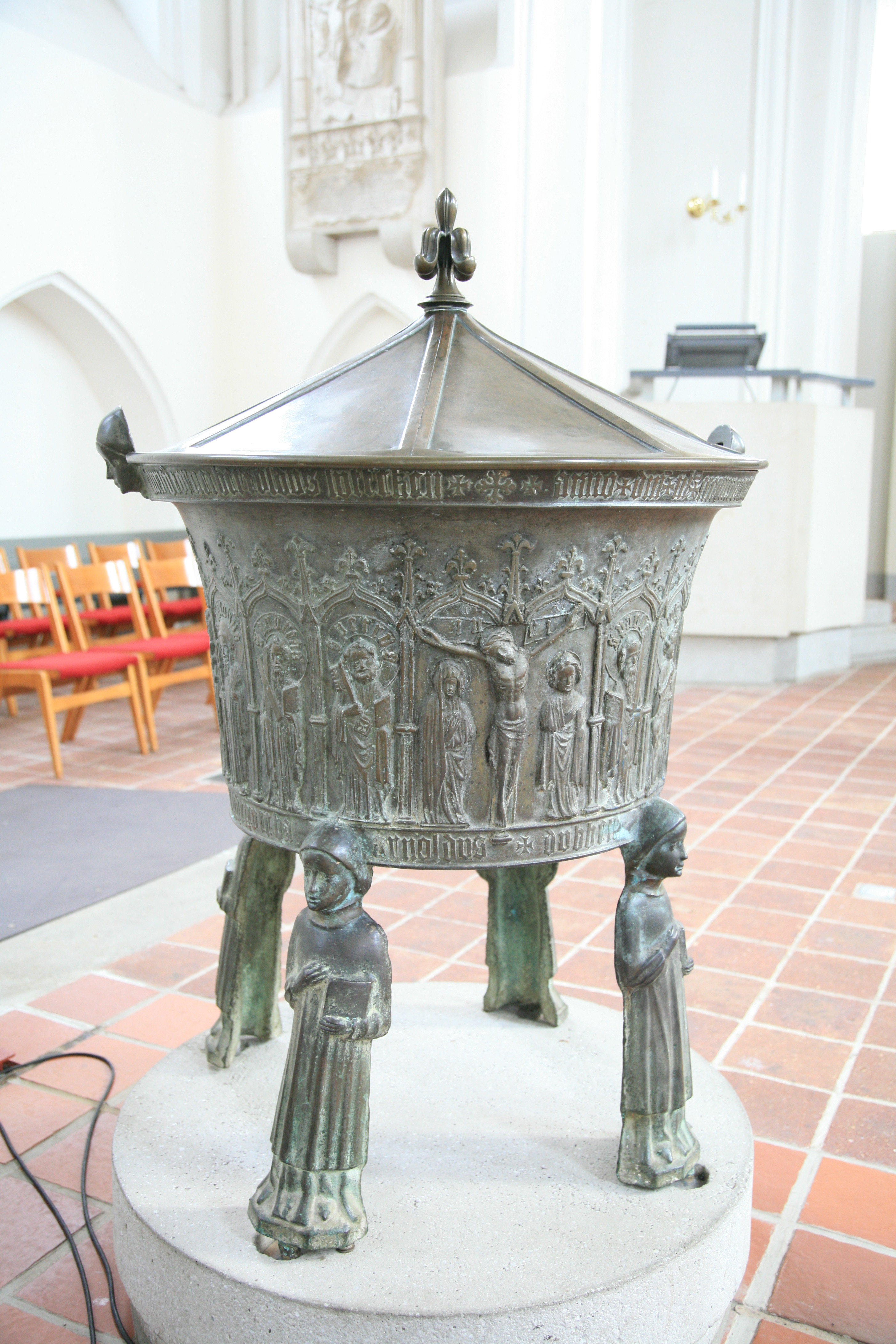
Chrzcielnica
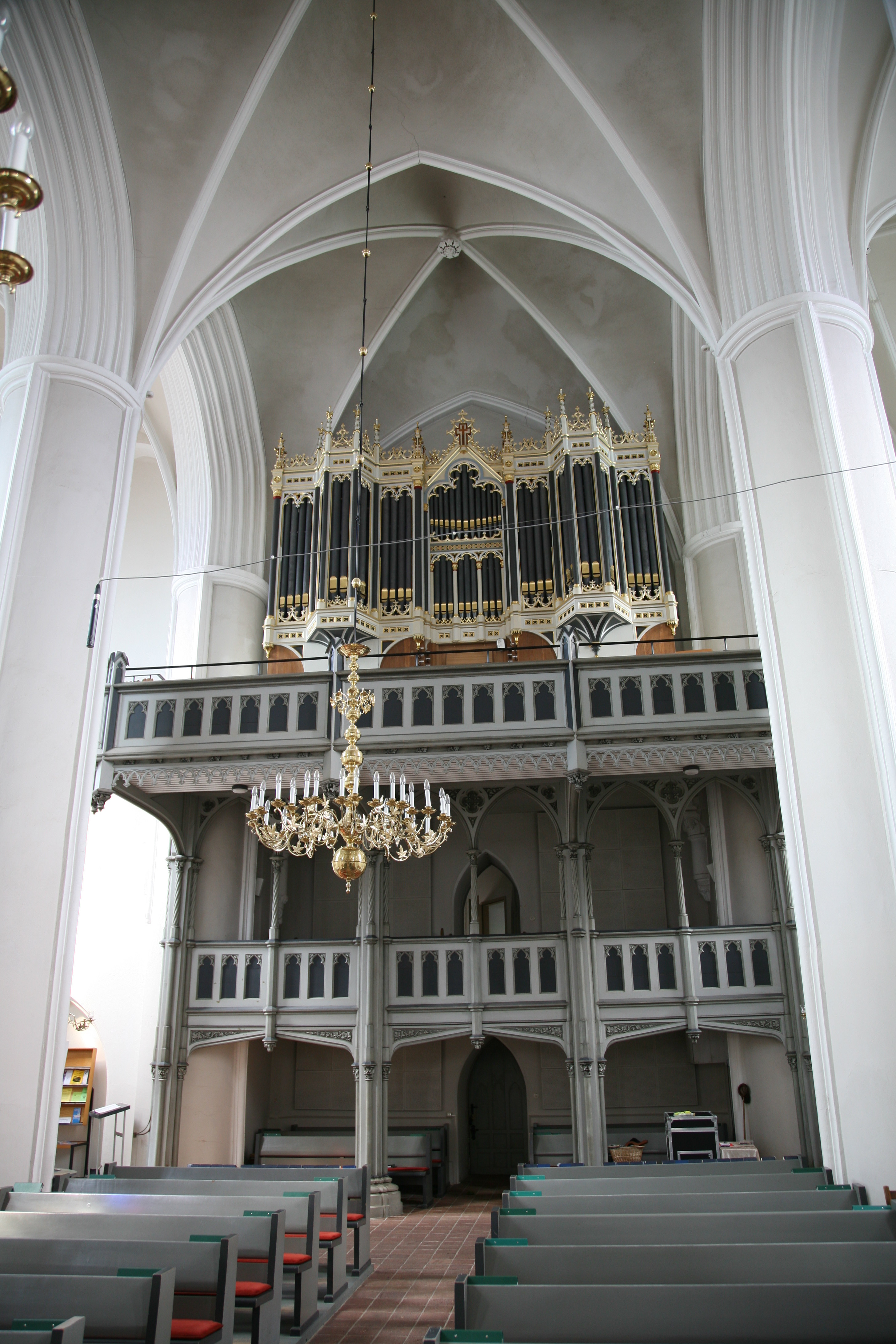
Organy